# 黒田よし子
黒田 よし子（くろだ よしこ、本名：黒田 佳子、11月23日 - ）は、東京都中野区出身の女優、モデル。

## 来歴
東京都中野区生まれ、埼玉県育ち。幼少期から音楽が好きで将来歌手になることを夢見、14歳の時「桜っ子クラブ」桜組オーディションを受け、最終審査まで残る。TV上での公開オーディションを受けるが事務所に所属していないという理由から不合格に。
高校入学と同時にサンミュージック系列のスクールへ所属し、マルチタレント部門の特待生として3年間、歌とダンス（バレエ、ジャズ、日本舞踊）、演技のレッスンを受ける。スクールの同期には来栖あつこ。
高校では演劇部に所属し、次第に舞台を作り上げる事に魅力を感じ、尚美学園大学音楽学科声楽専攻で、声楽とフルートを学ぶ（フルートは中学時代、吹奏楽部でもやっていた）。
1996年にミュージカル出演し、大学でのミュージカル公演（ウエストサイドストーリー、ヴェロニック）では役者として出演すると共に、振付も担当。大学を卒業してから、本格的な芸能活動を始める。
2001年TVドラマ「保険調査員ベランダ殺人事件」に出演、岩下志麻、石黒賢と共演。2時間ドラマに数本出演し、2003年「スター誕生殺人事件」酒井理沙役で本格デビュー。舞台客演は3年間で10本出演（振付も担当）。
2002年からはモデルとしての活動も始め、TVや映画、広告等に多数出演。現在はMCやナレーターとしても活動の幅を広げている。

## 人物
- 周りには主に「おったん」と呼ばれている。名前のどこにも絡まないので頻繁に愛称の由来を聞かれるという。
- 一度現場へ行くと、期待以上の演技を見せる事から スタッフ、共演者に気に入られレギュラー出演が決まる事が多い。
- 資格は、自動車運転免許と介護の資格を所有しており、5年間障害者介護の仕事をしたり、他にも数々の職種（音楽事務所マネージャー、運送業 事務等）を経験してきた事が女優業にも影響している。
- 猿まわし芸人「ゆりありく」のゆりあは小学校時代からの親友[1]。

## 主な出演作

### CM
- サマージャンボ宝くじ
- 年末ジャンボ宝くじ
- グリコ　チーザ
- 花王ニュービーズ
- パナソニック　愛情サイズ
- ニコレット
- じゃらん

スチール
- 三菱東京UFJ銀行
- ヤマハリビング
- ニッセン
- リコー
- JR東日本
- エステ プラソン
- アリコ
- ジュエリーミキモト

### 映画
2009
- 『引き出しの中のラブレター』
- 『松方弘樹の名奉行金さん』監督：松方弘樹
- 『花と嵐とギャング』、『俺たちに明日はない』

2008
- 『うたかた』
- 『暗黒街の帝王』 監督：大塚祐吉　ヒロイン
- 『鬼哭の戦場』 監督：宮坂武志

2006
- 『ほんとうにあった怖い話〜着信〜』

2005
- 『月桂哀歌』（TSUTAYAインフェスグランプリ獲得）

### テレビ
- TBS MBS「闇金ウシジマ君」第7話
- フジテレビ「月の下まで」第3話 スタイリスト役
- TBS「タンブリング」第10話 秘書役
- フジテレビ「東京リトル・ラブ」第5週 2話 女医役
- NTV「コアクマドクショ」
- フジテレビ「謎解きはディナーのあとでスペシャル〜風祭警部の事件簿〜」 安城淳子役
- 2009-10 関西テレビ「イケメンデルの法則」準レギュラー
- 2008 BS-i 「ポッキー4sisters」、フジテレビ「POP屋」、BS－i　「女子大生会計士の事件簿」
- 2007 テレビ東京「しにがみのバラッド」
- 2003 テレビ東京「スター誕生殺人事件」
- 2002 TBS「検察官沢木穂乃歌」
- 2001 テレビ東京「保険調査員 ベランダ殺人事件」等
- イップス 第5話（2024年5月10日、フジテレビ） - 裁判所の前で兄の減刑を訴える女性 役

### VP
- KDDI
- 住商情報システム
- 住友生命
- NTT Docomo
- 警視庁
- 三菱モーター
- NEC　他

### 舞台
- 「セ氏の妖女」ヒロイン
- 「ヴァンパイアウーマン」ヒロイン
- ANAショーモデル
- ミュージカル「ウエストサイドストーリー」
- ミュージカル「ヴェロニック」

### 雑誌
- 『ひらがなタイムズ』インタビュー記事
- 『mina』